# Bombard
En bombarde er en type kanon eller Mortér, der blev brugt i hele senmiddelalderen og tidlig moderne tid. Bombarder var primært stor kaliber forladerkanoner, der blev brugt under belejringer til at skyde kanonkugle af sten mod fjendens forsvarsmure for at bryde gennem dem og give tropperne adgang. De fleste bombarder var fremstillet af jern og anvendte krudt til at affyre projektilerne. Der findes mange eksempler på bombarder, herunder Mons Meg, Dardanellerkanonen og håndholdte bombarder.
Våbnet gav navn til den militære rang bombardér i Royal Artillery og ordet "bombardement".

## Terminologi
Udtrykket "bombarde" blev først brugt til at beskrive kanoner af enhver art fra begyndelsen til midten af 1300-tallet, men blev senere primært anvendt om store kanoner i 1300- og 1400-tallet. På trods af den tætte forbindelse med store kanoner findes der ingen fast standardstørrelse for bombarder, og udtrykket er blevet brugt om kanoner, der kun er en meter lange, såvel som kanoner på flere meter, der vejer op til 20 t.

## Historie
Den ældste kendte fremstilling af en bombarde findes i Dazu-klippeudskæringerne i Kina, hvor størstedelen stammer fra 800-tallet. I 1985 besøgte den canadiske historiker Robin D. S. Yates de buddhistiske huletempler, da han opdagede en skulptur på væggen, der viser en dæmon, der affyrer en håndholdt bombarde. Skulpturen blev senere dateret til begyndelsen af 1100-tallet.
Tidlige bombarder omfatter også to kinesiske støbejernsmorterer fra ca. 1377, der vejer over 150 kg hver og er udstyret med fire tapper på deres løb til montering.
England begyndte at bruge kanoner i begyndelsen af 1300-tallet. Feltartilleri blev anvendt af kong Edward 3. under slaget ved Crécy i 1346, og udstyr, der muligvis har været artilleristykker, blev allerede i 1340 registreret som erobret fra et fransk skib ved slaget ved Sluys. Omvendte "nøglehuls"-skydeskår ved Bodiam Castle, Cooling Castle og Westgate i Canterbury, er alle blevet identificeret som beregnet til affyring af tunge håndkanoner. Disse forsvarselementer er dateret til 1380-1385.
Oprindeligt blev primitive bombarder brugt som defensive våben, men i slutningen af det 14. århundrede begyndte de også at blive brugt som belejringsvåben. Henry 4. og Henrik 5. vandt slag med brug af bombarder. Henrik 5. erobrede Harfleur i Frankrig med bombarder i 1415 under belejringen af Harfleur. Senere kom Henrys hær selv under artilleribeskydning ved slaget ved Agincourt. James 2. af Skotland ødelagde mange borge med sin halvanden ton tunge kanon kaldet "The Lion".

## Galleri
- 200 kg smedejerns-bombarde, cirka 1450, Metz, det nuværende Frankrig. Den blev fremstillet ved at smede jernstænger sammen, holdt på plads af jernringe. Den affyrede 6 kg tunge stenprojektiler. Længde: 82 cm.
- Dardanellerkanonen.
- Mons Meg ved Edinburgh Castle, midten af 1400-tallet
- Mons Meg kanonkugler.
- Engelske bombarder efterladt under hundredårskrigen og nu udstillet på Mont-Saint-Michel.
- Bombarde fra begyndelsen af 1400-tallet, den eneste overlevende bombarde brugt af Den Tyske Orden, nu udstillet på Kwidzyn Slot.
- Bombarde fra 1400-tallet monteret på affutage, Warszawa.
- Bombarde i sin belejringsposition, Middelaldercentret, Danmark.
- En bombarde fundet i brønden ved Cardiff Castle, i drejelig konfiguration.